# The Story of the Olive
The Story of the Olive è un cortometraggio muto del 1914 diretto e interpretato da Sydney Ayres. Ambientato nella California del Sud e prodotto dalla American Film Manufacturing Company, il film aveva come altri interpreti Vivian Rich, Jack Richardson, Harry Van Meter, Perry Banks.

## Trama
Sud California, 1840. Jose de Cabrillo ha deciso di vendere la tenuta ottenuta dai suoi antenati dal re di Spagna, provocando l'ira di sua figlia Mercedes, che si infuria ancora di più quando, come compratore, si presenta l'americano Sam Blythe. Sam è pronta a comprare il ranch a patto che si dimostri un'impresa olearia valida. Dopo che gli vengono mostrate tutto il processo produttivo dell'oliva, dal momento della raccolta al prodotto finito, l'olio, Sam compra la tenuta e il denaro della compravendita viene consegnato a Cabrillo, che lo mette nel suo ufficio.

Ortega, uno dei lavoranti, lo ruba e fugge via. Ma i suoi compari, con i quali non vuole dividere il malloppo, lo uccidono. Il denaro, però, è già stato recuperato da Sam. La sua impresa suscita l'ammirazione di Mercedes che cede all'amore. Il ranch, ora, le appartiene di nuovo, come sposa del nuovo proprietario.

## Produzione
Il film fu prodotto dall'American Film Manufacturing Company.

## Distribuzione
Distribuito dalla Mutual, il film - un cortometraggio in una bobina - uscì nelle sale cinematografiche degli Stati Uniti il 6 maggio 1914.